# Stati del mondo

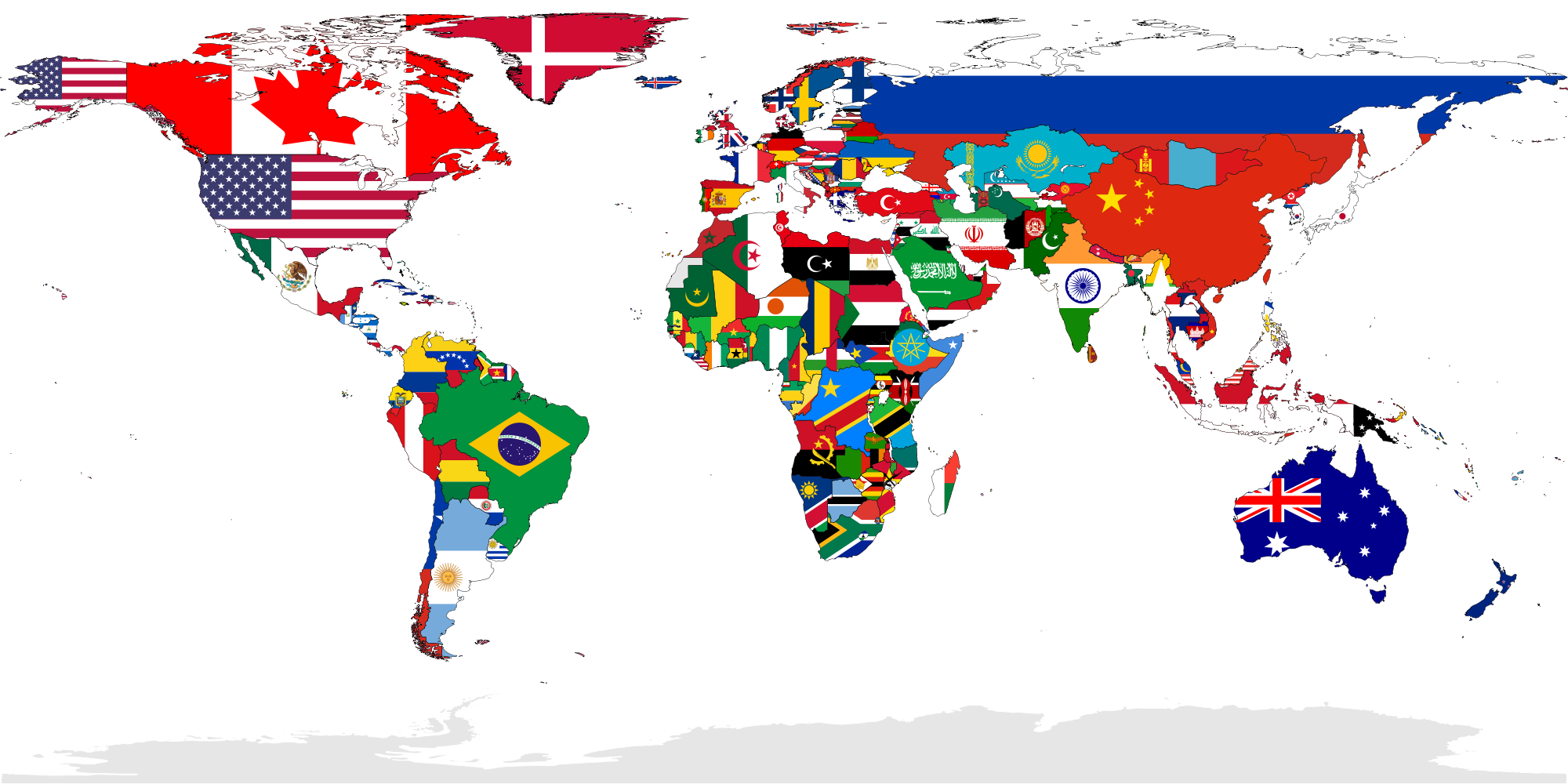
Gli Stati del mondo membri delle Nazioni Unite con le rispettive bandiere nazionali

Gli Stati del mondo sono in totale 205, di cui 195 riconosciuti "sovrani", 8 Stati semi o non riconosciuti e 2 Stati in libera associazione; sono considerati tali solo gli Stati indipendenti e non quelli membri di federazioni.

## Statistiche attuali
195 sono gli Stati generalmente riconosciuti sovrani a livello internazionale:
- 193 membri dell'ONU  (vedi Stati membri delle Nazioni Unite);
- 2 osservatori permanenti all'ONU:
  -  Palestina (riconosciuto da 147 paesi attraverso l'Autorità Nazionale Palestinese, vedi Riconoscimento internazionale)[2];
  -  Città del Vaticano (intrattiene relazioni bilaterali con 183 paesi attraverso la Santa Sede, vedi Relazioni diplomatiche).

Sono inoltre presenti 8 Stati de facto che, vantando sovranità territoriale, hanno dichiarato la propria indipendenza ottenendo limitato o nessun riconoscimento internazionale:
- 1 ex membro dell'ONU:
  -  Taiwan (riconosciuto da 12 Stati membri ONU incluso il Vaticano, intrattiene rapporti dissimulati con la generalità della comunità internazionale, vedi Status politico)[3].
- 5 con riconoscimento parziale o minoritario:
  -  Abcasia (riconosciuta da 5 Stati membri ONU: la Russia, il Nicaragua, il Venezuela, Nauru e Siria, più Ossezia del Sud e Transnistria);
  -  Cipro del Nord (riconosciuto da uno Stato membro ONU: la Turchia)[4];
  -  Kosovo (riconosciuto da 104 Stati membri ONU, più Taiwan, Isole Cook, Niue e il Sovrano Militare Ordine di Malta, vedi Relazioni internazionali);
  -  Ossezia del Sud (riconosciuta da 5 Stati membri ONU: la Russia, il Nicaragua, il Venezuela, Nauru e Siria, più Abcasia e Transnistria);
  -  Sahara Occidentale (riconosciuto da 46 Stati membri ONU, vedi Relazioni internazionali);

- 2 senza nessun riconoscimento di membri ONU:
  -  Somaliland (riconosciuta solo da Taiwan);
  -  Transnistria (riconosciuta solo da Abcasia e Ossezia del Sud).

Sono inoltre presenti 2 Stati in libera associazione con la Nuova Zelanda, generalmente considerati come degli Stati indipendenti non membri dell'ONU:
- Isole Cook (intrattiene relazioni diplomatiche con 52 paesi);
- Niue (intrattiene relazioni diplomatiche con 20 paesi).

## Elenchi correlati
- Per un elenco dei territori dipendenti da altri Stati o occupati si veda la voce Territorio dipendente.
- Per un elenco delle entità autonome si veda la voce Entità statuali autonome nel mondo.
- Per una suddivisione geografica si veda la Categoria:Stati per continente.
- Per l'elenco delle categorie di ogni Stato si veda la Categoria:Stati.

## A
| - Afghanistan (Repubblica Islamica dell'Afghanistan de iure) - Pashtun: د افغانستان اسلامي جمهوریت De Afġānistān Islāmī Jomhoriyat - Persiano: افغانستان – جمهوری اسلامی افغانستان Afġānestān – Jomhūrī-ye Eslāmī-ye Afġānistān - Albania (Repubblica d'Albania) - Albanese: Shqipëria – Republika e Shqipërisë - Algeria (Repubblica Popolare Democratica Algerina) - Arabo: الجزائر – الجمهورية الجزائرية الديمقراطية الشعبية Al-Jazā'ir – Al-Jumhūrīyah al-Jazā'irīyah ad-Dīmuqrāṭīyah ash-Sha`bīyah - Berbero: ⵟⴰⴳⴷⵓⴷⴰ ⵜⴰⵎⴻⴳⴷⴰⵢⵜ ⵜⴰⵖⴻⵔⴼⴰⵏⵜ ⵜⴰⵣⵣⴰⵢⵔⵉⵜ Tagduda tamegdayt taɣerfant tazzayrit - Andorra (Principato di Andorra) - Catalano: Andorra – Principat d'Andorra - Angola (Repubblica dell'Angola) - Portoghese: Angola – República de Angola - Antigua e Barbuda (Antigua e Barbuda) - Inglese: Antigua and Barbuda |  |  |  |  |  |  |  |  |  |  |  |  |  |  |  |  |  |  | - Arabia Saudita (Regno dell'Arabia Saudita) - Arabo: العربية السعودية – المملكة العربيّة السّعوديّة Al-ʿArabiyyah as-Saʿūdiyyah – Al-Mamlakah al-'Arabiyyah as-Sa'ūdiyyah - Argentina (Repubblica Argentina) - Spagnolo: Argentina – República Argentina - Armenia (Repubblica di Armenia) - Armeno: Հայաստան – Հայաստանի Հանրապետություն Hayastan – Hayastani Hanrapetut'yun - Australia (Commonwealth dell'Australia) - Inglese: Australia – Commonwealth of Australia - Austria (Repubblica d'Austria) - Tedesco: Österreich – Republik Österreich - Azerbaigian (Repubblica dell'Azerbaigian) - Azero: Azərbaycan – Azərbaycan Respublikası |

## B
| - Bahamas (Commonwealth delle Bahamas) - Inglese: The Bahamas – Commonwealth of The Bahamas - Bahrein (Regno del Bahrain) - Arabo: البحرين – مملكة البحرين al-Baḥrayn – Mamlakat al-Baḥrayn - Bangladesh (Repubblica Popolare del Bangladesh) - Bengalese: বাংলাদেশ – গণপ্রজাতন্ত্রী বাংলাদেশ Banglādeś – Gônoprojatontri Banglādeś - Barbados - Inglese: Barbados - Belgio (Regno del Belgio) - Olandese: België – Koninkrijk België - Francese: Belgique – Royaume de Belgique - Tedesco: Belgien – Königreich Belgien - Belize - Inglese: Belize - Benin (Repubblica del Benin) - Francese: Bénin – République du Bénin - Bhutan (Regno del Bhutan) - Dzongkha: འབྲུག་ཡུལ – འབྲུག་ རྒྱལ་ཁབ་ Druk Yul – Druk Gyal-khab - Bielorussia (Repubblica di Bielorussia) - Bielorusso: Беларусь – Рэспубліка Беларусь Bjelarúś – Respublika Bjelarúś - Russo: Белоруссия – Республика Беларусь Belorussija – Respublika Belarus |  |  |  |  |  |  |  |  |  |  |  |  |  |  |  |  |  |  | - Birmania (Unione di Myanmar) - Birmano: ဗမာ —ပြည်ထောင်စု သမ္မတ မြန်မာနိုင်ငံတော် Myan-ma – Pyi-daung-zu Myan-ma Naing-ngan-daw - Bolivia (Stato Plurinazionale di Bolivia) - Spagnolo: Bolivia – Estado Plurinacional de Bolivia - Quechua: Bulibiya – Bulibiya Mama Llaqta - Aymara: Wuliwya – Wuliwya Suyu - Bosnia ed Erzegovina - Bosniaco e Croato: Bosna i Hercegovina - Serbo: Босна и Херцеговина / Bosna i Hercegovina - Botswana (Repubblica del Botswana) - Tswana: Botswana – Lefatshe la Botswana - Inglese: Botswana – Republic of Botswana - Brasile (Repubblica Federale del Brasile) - Portoghese: Brasil – República Federativa do Brasil - Brunei (Stato del Brunei, Dimora della Pace) - Malay: Brunei – Negara Brunei Darussalam - Bulgaria (Repubblica di Bulgaria) - Bulgaro: България – Република България Bălgarija – Republika Bălgarija - Burkina Faso - Francese: Burkina Faso - Burundi (Repubblica del Burundi) - Kirundi: Uburundi – Republika y'Uburundi - Francese: Burundi – République du Burundi |  |

## C
| - Cambogia (Regno della Cambogia) - Cambogiano: កម្ពុជា - ព្រះរាជាណាចក្រ កម្ពុជា Kampuchea – Preah Reachea Nachakr Kampuchea - Camerun (Repubblica del Camerun) - Francese: Cameroun – République du Cameroun - Inglese: Cameroon – Republic of Cameroon - Canada - Inglese e francese: Canada - Capo Verde (Repubblica di Capo Verde) - Portoghese: Cabo Verde – República de Cabo Verde - Ciad (Repubblica del Ciad) - Francese: Tchad – République du Tchad - Arabo: تشاد – جمهوريّة تشاد Tašād – Jumhūriyyat Tašād - Cile (Repubblica del Cile) - Spagnolo: Chile – República de Chile - Cina (Repubblica Popolare Cinese) - Cinese: 中国 – 中华人民共和国 Zhōngguó – Zhōnghuá Rénmín Gònghéguó - Cipro (Repubblica di Cipro) - Greco: Κύπρος – Κυπριακή Δημοκρατία Kypros – Kypriakí Dimokratía - Turco: Kıbrıs – Kıbrıs Cumhuriyeti - Colombia (Repubblica di Colombia) - Spagnolo: Colombia – República de Colombia |  |  |  |  |  |  |  |  |  |  |  |  |  |  |  |  |  |  | - Comore (Unione delle Comore) - Komori: Komori – Udzima wa Komori - Francese: Comores – Union des Comores - Arabo: القمر - اتحاد القمر Al-Qumur – Ittihād al-Qumur - Corea del Nord (Repubblica Democratica Popolare di Corea) - Coreano: 조선 – 조선민주주의인민공화국 Chosŏn – Chosŏn Minjujuŭi Inmin Konghwaguk - Corea del Sud (Repubblica di Corea) - Coreano: 한국 – 대한민국 Hanguk – Daehan Minguk - Costa d'Avorio (Repubblica della Costa d'Avorio) - Francese: Côte d'Ivoire – République de Côte d'Ivoire - Costa Rica (Repubblica di Costa Rica) - Spagnolo: Costa Rica – República de Costa Rica - Croazia (Repubblica di Croazia) - Croato: Hrvatska – Republika Hrvatska - Cuba (Repubblica di Cuba) - Spagnolo: Cuba – República de Cuba |  |

## D
| - Danimarca (Regno di Danimarca) - Danese: Danmark – Kongeriget Danmark |  |  |  |  |  |  |  |  |  |  |  |  |  |  |  |  |  |  | - Dominica (Commonwealth di Dominica) - Inglese: Dominica – Commonwealth of Dominica |  |

## E
| - Ecuador (Repubblica dell'Ecuador) - Spagnolo: Ecuador – República del Ecuador - Egitto (Repubblica Araba d'Egitto) - Arabo: مصر – جمهوريّة مصرالعربيّة Mişr – Jumhūriyyat Mişr al-`Arabiyyah - El Salvador (Repubblica di El Salvador) - Spagnolo: El Salvador – República de El Salvador - Emirati Arabi Uniti - Arabo: الإمارات العربيّة المتّحدة Al-Imārāt Al-`Arabiyyah Al-Muttahidah |  |  |  |  |  |  |  |  |  |  |  |  |  |  |  |  |  |  |  |  |  |  |  |  |  |  | - Eritrea - Tigrino: ኤርትራ – ሃግሬ ኤርትራ Ertra – Hagere Ertra - Arabo: إرتريا – دولة إرتريا Iritriyā – Dawlat Iritriyā - Estonia (Repubblica d'Estonia) - Estone: Eesti – Eesti Vabariik - Etiopia (Repubblica Democratica Federale d'Etiopia) - Amarico: ኢትዮጵያ – የኢትዮጵያ ፈደራላዊ ዲሞክራሲያዊ ሪፐብሊክ Ityop'iya – Ityop'iya Federalawi Demokrasiyawi Ripeblik |  |

## F
| - Figi (Repubblica delle Isole Figi) - Figiano: Viti – Matanitu Tu-Vaka-i-koya ko Viti - Inglese: Fiji – Republic of the Fiji Islands - Hindustani: फ़िजी / فِجی – फ़िजी गणराज्य / فِجی رپبلک/Fijī – Fijī Ripablik - Filippine (Repubblica delle Filippine) - Filippino: Pilipinas – Republika ng Pilipinas - Inglese: Philippines – Republic of the Philippines |  |  |  |  |  |  |  |  |  |  |  |  |  |  |  |  |  |  | - Finlandia (Repubblica di Finlandia) - Finlandese: Suomi – Suomen Tasavalta - Svedese: Finland – Republiken Finland - Francia (Repubblica Francese) - Francese: France – République française |  |

## G
| - Gabon (Repubblica Gabonese) - Francese: Gabon – République Gabonaise - Gambia (Repubblica del Gambia) - Inglese: The Gambia – Republic of The Gambia - Georgia - Georgiano: საქართველო Sak'art'velo - Germania (Repubblica Federale di Germania) - Tedesco: Deutschland – Bundesrepublik Deutschland - Ghana (Repubblica del Ghana) - Inglese: Ghana – Republic of Ghana - Giamaica - Inglese: Jamaica - Giappone - Giapponese: 日本 – 日本国 Nihon/Nippon – Nihon-koku/Nippon-koku - Gibuti (Repubblica di Gibuti) - Francese: Djibouti – République de Djibouti - Arabo: جيبوتي – جمهورية جيبوتي Jībūtī – Jumhūrīyat Jībūtī |  |  |  |  |  |  |  |  |  |  |  |  |  |  |  |  | - Giordania (Regno Hascemita di Giordania) - Arabo: الاردن – المملكة الأردنّيّة الهاشميّة Al-Urdunn – Al-Mamlakah al-Urdunniyyah al-Hāshimiyyah - Grecia (Repubblica Ellenica) - Greco: Ελλάδα – Ελληνική Δημοκρατία Elláda – Ellinikí Dimokratía - Grenada - Inglese: Grenada - Guatemala (Repubblica del Guatemala) - Spagnolo: Guatemala – República de Guatemala - Guinea (Repubblica di Guinea) - Francese: Guinée – République de Guinée - Guinea-Bissau (Repubblica di Guinea-Bissau) - Portoghese: Guiné-Bissau – República da Guiné-Bissau - Guinea Equatoriale (Repubblica della Guinea Equatoriale) - Spagnolo: Guinea Ecuatorial – República de Guinea Ecuatorial - Guyana (Repubblica Cooperativa della Guyana) - Inglese: Guyana – Co-operative Republic of Guyana |  |

## H
| - Haiti (Repubblica di Haiti) - Francese: Haïti – République d'Haïti - Haitiano Creolo: Ayiti – Repiblik dAyiti |  |  |  |  |  |  |  |  |  |  |  |  |  |  |  |  |  |  |  |  |  |  |  |  |  |  |  |  |  |  |  | - Honduras (Repubblica dell'Honduras) - Spagnolo: Honduras – República de Honduras |  |

## I
| - India (Repubblica dell'India) - Hindi: भारत – भारत गणराज्य Bhārat – Bhārat Ganarājya - Inglese: India – Republic of India - Indonesia (Repubblica dell'Indonesia) - Indonesiano: Indonesia – Republik Indonesia - Iran (Repubblica Islamica dell'Iran) - Persiano: ایران – جمهوری اسلامی ایران Īrān – Jomhūri-ye Eslāmi-ye Īrān - Iraq (Repubblica dell'Iraq) - Arabo: العراق – جمهورية العراق Al-ʿIrāq – Jumhūrīyat Al-`Irāq - Irlanda (Repubblica d'Irlanda) - Irlandese: Poblacht na hÉireann - Inglese: Republic of Ireland |  |  |  |  |  |  |  |  |  |  |  |  |  |  |  |  |  |  | - Islanda (Repubblica d'Islanda) - Islandese: Ísland – Lýðveldið Ísland - Isole Marshall (Repubblica delle Isole Marshall) - Marshallese: Aorōkin M̧ajeļ – Aolepān Aorōkin M̧ajeļ - Inglese: Marshall Islands – Republic of the Marshall Islands - Isole Salomone - Inglese: Solomon Islands - Israele (Stato d'Israele) - Ebraico: ישראל – מדינת ישראל Yisra'el – Medinat Yisra'el - Arabo: اسرائيل – دولة اسرائيل Isrā'īl – Dawlat Isrā'īl - Italia (Repubblica Italiana) - Italiano: Italia – Repubblica Italiana |  |

## K
| - Kazakistan (Repubblica del Kazakistan) - Kazako: Қазақстан – Қазақстан Республикасы Qazaqstan – Qazaqstan Respublikası - Kenya (Repubblica del Kenya) - Inglese: Kenya – Republic of Kenya - Swahili: Kenya – Jamhuri ya Kenya - Kirghizistan (Repubblica del Kirghizistan) - Kirghizo: Кыргызстан – Кыргыз Республикасы Qırğızstan – Qırğız Respublikası - Russo: Кыргызстан – Кыргызская республика Kyrgyzstan – Kyrgyzskaja respublika |  |  |  |  |  |  |  |  |  |  |  |  |  |  |  |  |  |  | - Kiribati (Repubblica di Kiribati) - Gilbertese: Kiribati – Ribaberikin Kiribati - Inglese: Kiribati – Republic of Kiribati - Kuwait (Stato del Kuwait) - Arabo: الكويت – دولة الكويت Al-Kuwayt – Dawlat al-Kuwayt |  |

## L
| - Laos (Repubblica Popolare Democratica del Laos) - Laotiano: ລາວ – ສາທາລະນະລັດ ປະຊາທິປະໄຕ ປະຊາຊົນລາວ Lao – Sathalanalat Paxathipatai Paxaxon Lao - Lesotho (Regno del Lesotho) - Inglese: Lesotho – Kingdom of Lesotho - Sotho: Lesotho – Mmuso wa Lesotho - Lettonia (Repubblica di Lettonia) - Lettone: Latvija – Latvijas Republika - Libano (Repubblica Libanese) - Arabo: لبنان – الجمهوريّة البنانيّة Lubnān – Al-Jumhūriyyah al-Lubnāniyyah - Liberia (Repubblica di Liberia) - Inglese: Liberia – Republic of Liberia |  |  |  |  |  |  |  |  |  |  |  |  |  |  |  |  |  |  | - Libia (Stato della Libia) - Arabo: ليبيا – دولة ليبيا Lībiyā – Dawlat al-Lībiyā - Liechtenstein (Principato del Liechtenstein) - Tedesco: Liechtenstein – Fürstentum Liechtenstein - Lituania (Repubblica di Lituania) - Lituano: Lietuva – Lietuvos Respublika - Lussemburgo (Granducato di Lussemburgo) - Lussemburghese: Lëtzebuerg – Groussherzogdem Lëtzebuerg - Francese: Luxembourg – Grand-Duché du Luxembourg - Tedesco: Luxemburg – Großherzogtum Luxemburg |  |

## M
| - Macedonia del Nord (Repubblica di Macedonia del Nord) - Macedone: Северна Македонија – Република Северна Македонија Severna Makedonija – Republika Severna Makedonija - Madagascar (Repubblica del Madagascar) - Malgascio: Madagasikara – Repoblikan'i Madagasikara - Francese: Madagascar – Republique de Madagascar - Malawi (Repubblica di Malawi) - Inglese: Malawi – Republic of Malawi - Chewa: Malaŵi – Mfuko la Malaŵi - Malaysia - Malese: Malaysia - Maldive (Repubblica delle Maldive) - Divehi: ގުޖޭއްރާ ޔާއްރިހޫމްޖު - ހިވެދި ގުޖޭއްރާ ޔާއްރިހޫމްޖ Divehi Rājje – Divehi Rājje ge Jumhuriyyā - Mali (Repubblica del Mali) - Francese: Mali – République du Mali - Malta (Repubblica di Malta) - Maltese: Malta – Repubblika ta' Malta - Inglese: Malta – Republic of Malta - Marocco (Regno del Marocco) - Arabo: المغرب – المملكة المغربية al-Maġrib – Al-Mamlakah al-Maġribiyyah - Berbero: ⵜⴰⴳⵍⴷⵉⵜ ⵏ ⵍⵎⴰⵖⵔⵉⴱ Tagldit n Lmaɣrib |  |  |  |  |  |  |  |  |  |  |  |  |  |  |  |  |  |  | - Mauritania (Repubblica Islamica della Mauritania) - Arabo: موريتانيا – الجمهورية الإسلامية الموريتانية Mūrītāniyā – l-Jumhūriyyah al-Islāmiyyah al-Mūrītāniyyah - Francese: Mauritanie – République Islamique de la Mauritanie - Mauritius (Repubblica di Mauritius) - Inglese: Mauritius – Republic of Mauritius - Francese: Maurice – République de Maurice - Messico (Stati Uniti Messicani) - Spagnolo: México – Estados Unidos Mexicanos - Micronesia (Stati Federati di Micronesia) - Inglese: Micronesia – Federated States of Micronesia - Moldavia (Repubblica Moldava) - Rumeno: Moldova – Republica Moldova - Monaco (Principato di Monaco) - Francese: Monaco – Principauté de Monaco - Monegasco: Munegu - Principatu de Munegu - Mongolia - Mongolo: Монгол Улс / ᠮᠣᠩᠭᠣᠯ ᠤᠯᠤᠰ Mongol Uls - Montenegro (Repubblica del Montenegro) - Montenegrino: Црна Гора – Црна Гора Crna Gora – Crna Gora - Mozambico (Repubblica del Mozambico) - Portoghese: Moçambique – República de Moçambique |  |

## N
| - Namibia (Repubblica della Namibia) - Inglese: Namibia – Republic of Namibia - Nauru (Repubblica di Nauru) - Nauruano: Naoero – Republik Naoero - Inglese: Nauru – Republic of Nauru - Nepal (Repubblica Federale Democratica del Nepal) - Nepalese: नेपाल - सङ्घीय लोकतान्त्रिक गणतन्त्र नेपाल Nepal - Sanghiya Toktāntrik Ganatantra Nepāl - Nicaragua (Repubblica del Nicaragua) - Spagnolo: Nicaragua – República de Nicaragua |  |  |  |  |  |  |  |  |  |  |  |  |  |  |  |  |  |  | - Niger (Repubblica del Niger) - Francese: Niger – République du Niger - Nigeria (Repubblica Federale della Nigeria) - Inglese: Nigeria – Federal Republic of Nigeria - Norvegia (Regno di Norvegia) - Norvegese: Norge – Kongeriket Norge - Nuova Zelanda (Nuova Zelanda) - Inglese: New Zealand - Māori: Aotearoa |  |

## O
| - Oman (Sultanato di Oman) - Arabo: عُمان – سلطنة عُمان ʿUmān – Saltanat ʿUmān |

## P
| - Paesi Bassi (Regno dei Paesi Bassi) - Olandese: Nederland – Koninkrijk der Nederlanden - Pakistan (Repubblica Islamica del Pakistan) - Urdu: پاکستان – اسلامی جمہوریۂ پاکستان Pākistān – Islami Jumhuriyah Pākistān - Inglese: Pakistan – Islamic Republic of Pakistan - Palau (Repubblica di Palau) - Paluano: Belau – Beluu er a Belau - Inglese: Palau – Republic of Palau - Palestina (Stato di Palestina) - Arabo: فلسطين - دولة فلسطين Filastin - Dawlat Filastin - Panama (Repubblica di Panama) - Spagnolo: Panamá – República de Panamá |  |  |  |  |  |  |  |  |  |  |  |  |  |  |  |  |  |  | - Papua Nuova Guinea (Stato Indipendente della Papua Nuova Guinea) - Inglese: Papua New Guinea – Independent State of Papua New Guinea - Tok Pisin: Papua Niugini – Independen Stet bilong Papua Niugini - Paraguay (Repubblica del Paraguay) - Spagnolo: Paraguay – República del Paraguay - Guarani: Paraguái – Têta Paraguái - Perù (Repubblica del Perù) - Spagnolo: Perú – República del Perú - Quechua: Piruw – Piruw Mama Llaqta - Aymara: Piruw – Piruw Suyu - Polonia (Repubblica di Polonia) - Polacco: Polska – Rzeczpospolita Polska - Portogallo (Repubblica Portoghese) - Portoghese: Portugal – República Portuguesa |  |

## Q
| - Qatar (Stato del Qatar) - Arabo: قطر – دولة قطر Qatar – Dawlat Qatar |

## R
| - Regno Unito (Regno Unito di Gran Bretagna e Irlanda del Nord) - Inglese: United Kingdom – United Kingdom of Great Britain and Northern Ireland - Rep. Ceca Cechia (Repubblica Ceca) - Ceco: Česko – Česká republika - Rep. Centrafricana (Repubblica Centrafricana) - Francese: République Centrafricaine - Sangho: Ködörösêse tî Bêafrîka - Rep. del Congo - Francese: Congo – République du Congo - RD del Congo - Francese: Congo – République Démocratique du Congo - Rep. Dominicana - Spagnolo: República Dominicana |  |  |  |  |  |  |  |  |  |  |  |  |  |  |  |  |  |  | - Romania - Romeno: România - Ruanda (Repubblica del Ruanda) - KinyaRwanda: Rwanda – Repubulika y'u Rwanda - Francese: Rwanda – République du Rwanda - Inglese: Rwanda – Republic of Rwanda - Russia (Federazione Russa) - Russo: Россия – Российская Федерация Rossija – Rossijskaja Federacija |  |

## S
| - Saint Kitts e Nevis (Federazione di Saint Christopher e Nevis) - Inglese: Saint Kitts and Nevis – Federation of Saint Christopher and Nevis - Saint Lucia - Inglese: Saint Lucia - Saint Vincent e Grenadine - Inglese: Saint Vincent and the Grenadines - Samoa (Stato Indipendente di Samoa) - Samoano: Sāmoa – Mālo Tuto'atasi o Sāmoa - Inglese: Samoa – Independent State of Samoa - San Marino (Repubblica di San Marino) - Italiano: San Marino – Repubblica di San Marino - São Tomé e Príncipe (Repubblica Democratica di São Tomé e Príncipe) - Portoghese: São Tomé e Príncipe – República Democrática de São Tomé e Príncipe - Senegal (Repubblica del Senegal) - Francese: Sénégal – République du Sénégal - Wolof: Sénégal – République du Sénégal - Serbia (Repubblica di Serbia) - Serbo: Србија – Република Србија Srbija – Republika Srbija - Seychelles (Repubblica delle Seychelles) - Inglese: Seychelles – Republic of Seychelles - Francese: Seychelles – République des Seychelles - Seselwa: Sesel – Repiblik Sesel - Sierra Leone (Repubblica della Sierra Leone) - Inglese: Sierra Leone – Republic of Sierra Leone - Singapore (Repubblica di Singapore) - Inglese: Singapore – Republic of Singapore - Malese: Singapura – Republik Singapura - Cinese: 新加坡 – 新加坡共和国 Xīnjīapō – Xīnjīapō Gònghéguó - Tamil: சிங்கப்பூர் - சிங்கப்பூர் குடியரசு Ciŋkappūr – Ciŋkappūr Kudiyarasu - Siria (Repubblica Araba di Siria) - Arabo: سورية – الجمهوريّة العربيّة السّوريّة Sūriyah – Al-Jumhūriyyah al-'Arabiyyah as-Sūriyyah - Slovacchia (Repubblica Slovacca) - Slovacco: Slovensko – Slovenská Republika |  |  |  |  |  |  |  |  |  |  |  |  |  |  |  |  |  |  |  |  |  |  |  |  |  |  |  |  |  |  |  |  | - Slovenia (Repubblica di Slovenia) - Sloveno: Slovenija – Republika Slovenija - Italiano: Slovenia - Repubblica di Slovenia - Ungherese: Szlovénia - Szlovén Köztársaság - Somalia (Repubblica Federale di Somalia) - Somalo: Soomaaliya – Jamhuuriyadda Soomaaliya - Arabo: الصومال – جمهورية الصومال As-Sūmāl – Jumhūriyyat aṣ-Ṣūmāl - Spagna (Regno di Spagna) - Spagnolo: España – Reino de España - Sri Lanka (Repubblica Democratica Socialista dello Sri Lanka) - Cingalese: ශ්රී ලංකාව - ශ්රී ලංකා ප්රජාතාන්ත්රික සමාජවාදී ජනරජය Sri Lanka – Sri Lankā Prajathanthrika Samajavadi Janarajaya - Tamil: இலங்கை - இலங்கை ஜனநாயக சமத்துவ குடியரசு Llankai – Illankai Chananaayaka Chosalisa Kudiyarasu - Stati Uniti (Stati Uniti d'America) - Inglese: United States of America - Sudafrica (Repubblica del Sudafrica) - Inglese: South Africa – Republic of South Africa - Afrikaans: Suid-Afrika – Republiek van Suid-Afrika - Xhosa: Mzantsi Afrika – IRiphabliki yaseMzantsi Afrika - Zulu: Ningizimu Afrika – IRiphabliki yaseNingizimu Afrika - Sud Ndbele: Sewula Afrika – IRiphabliki yeSewula Afrika - Nord Sotho: Afrika-Borwa – Rephaboliki ya Afrika-Borwa - Sud Sotho: Afrika Borwa – Rephaboliki ya Afrika Borwa - Tswana: Aforika Borwa – Rephaboliki ya Aforika Borwa - Swazi: Ningizimu Afrika – IRiphabhulikhi yeNingizimu Afrika - Venda: Afurika Tshipembe – Riphabuḽiki ya Afurika Tshipembe - Tsonga: Afrika Dzonga – Riphabliki ra Afrika Dzonga - Sudan (Repubblica del Sudan) - Arabo: السودان – جمهورية السودان As-Sūdān – Jumhūrīyat as-Sūdān - Inglese: Sudan – Republic of the Sudan - Sudan del Sud (Repubblica del Sudan del Sud) - Inglese: South Sudan - Republic of South Sudan - Suriname (Repubblica del Suriname) - Olandese: Suriname – Republiek Suriname - Svezia (Regno di Svezia) - Svedese: Sverige – Konungariket Sverige - Svizzera (Confederazione Svizzera) - Tedesco: Schweiz – Schweizerische Eidgenossenschaft - Francese: Suisse – Confédération Suisse - Italiano: Svizzera – Confederazione Svizzera - Romancio: Svizra – Confederaziun Svizra - eSwatini (Regno dello Swaziland) - Inglese: Swaziland – Kingdom of Swaziland - Swazi: eSwatini – Umbuso weSwatini |  |

## T
| - Tagikistan (Repubblica del Tagikistan) - Tagiko: Тоҷикистон – Ҷумҳурии Тоҷикистон Tojikiston – Jumhurii Tojikiston - Tanzania (Repubblica Unita di Tanzania) - Swahili: Tanzania – Jamhuri ya Muungano wa Tanzania - Thailandia (Regno di Thailandia) - Thai: ประเทศไทย – ราชอาณาจักรไทย Prathēt Thai – Rātcha Anāchak Thai - Timor Est (Repubblica Democratica di Timor Est) - Tetum: Timor Lorosa'e – Repúblika Demokrátika Timor Lorosa'e - Portoghese: Timor-Leste – República Democrática de Timor-Leste - Togo (Repubblica Togolese) - Francese: Togo – République Togolaise - Tonga (Regno di Tonga) - Tongano: Tonga – Pule'anga Fakatu'i 'o Tonga - Inglese: Tonga – Kingdom of Tonga |  |  |  |  |  |  |  |  |  |  |  |  |  |  |  |  |  |  | - Trinidad e Tobago (Repubblica di Trinidad e Tobago) - Inglese: Trinidad and Tobago – Republic of Trinidad and Tobago - Tunisia (Repubblica Tunisina) - Arabo: تونس – الجمهورية التونسية Tūnis – Al-Jumhūriyyah at-Tūnisiyyah - Turchia (Repubblica di Turchia) - Turco: Türkiye – Türkiye Cumhuriyeti - Turkmenistan - Turkmeno: Türkmenistan - Tuvalu - Tuvaluano e Inglese: Tuvalu |  |

## U
| - Ucraina (Ucraina) - Ucraino: Україна Ukraïna - Uganda (Repubblica dell'Uganda) - Inglese: Uganda – Republic of Uganda - Swahili: Uganda – Jamhuri ya Uganda |  |  |  |  |  |  |  |  |  |  |  |  |  |  |  |  |  |  | - Ungheria (Ungheria) - Ungherese: Magyarország - Uruguay (Repubblica Orientale dell'Uruguay) - Spagnolo: Uruguay – República Oriental del Uruguay - Uzbekistan (Repubblica dell'Uzbekistan) - Uzbeko: Ўзбекистон – Ўзбекистон Республикаси O'zbekiston – O‘zbekiston Respublikasi |  |

## V
| - Vanuatu (Repubblica di Vanuatu) - Bislama: Vanuatu – Ripablik blong Vanuatu - Inglese: Vanuatu – Republic of Vanuatu - Francese: Vanuatu – République du Vanuatu - Città del Vaticano (Stato della Città del Vaticano) - Latino: Civitas Vaticana – Status Civitatis Vaticanæ - Italiano: Città del Vaticano – Stato della Città del Vaticano |  |  |  |  |  |  |  |  |  |  |  |  |  |  |  |  |  |  | - Venezuela (Repubblica Bolivariana del Venezuela) - Spagnolo: Venezuela – República Bolivariana de Venezuela - Vietnam (Repubblica Socialista del Vietnam) - Vietnamita: Việt Nam – Cộng hòa Xã hội Chủ nghĩa Việt Nam |  |

## Y
| - Yemen (Repubblica dello Yemen) - Arabo: اليمن – الجمهوريّة اليمنية Al-Yaman – Al-Jumhūriyyah al-Yamaniyyah |

## Z
| - Zambia (Repubblica dello Zambia) - Inglese: Zambia – Republic of Zambia |  |  |  |  |  |  |  |  |  |  |  |  |  |  |  |  |  |  |  |  |  |  |  |  | - Zimbabwe (Repubblica dello Zimbabwe) - Inglese: Zimbabwe – Republic of Zimbabwe |  |

## Stati con limitato o nessun riconoscimento internazionale
| - Taiwan (Repubblica di Cina) - Cinese: 中華民國 Táiwan – Zhōnghuá Mínguó - Abcasia (Repubblica di Abcasia) - Abcaso: Аҧсны - Аҧснытәи Республика Apsny - Apsnytei Respublika - Russo: Aбхазия - Республика Абхазия Abchazija - Respublika Abchazija - Cipro del Nord (Repubblica Turca di Cipro del Nord) - Turco: Kuzey Kıbrıs - Kuzey Kıbrıs Türk Cumhuriyeti - Kosovo (Repubblica del Kosovo) - Albanese: Kosovë – Republika e Kosovës - Serbo: Косово – Република Косово Kosovo – Republika Kosovo |  |  |  |  |  |  |  |  |  |  |  |  |  |  |  |  |  |  | - Ossezia del Sud (Repubblica di Ossezia del Sud) - Osseto: Хуссар Ирыстон – Республикӕ Хуссар Ирыстон Xussar Iryston – Respublikæ Xussar Iryston - Russo: Южная Осетия – Республика Южная Осетия Južnaja Osetija – Respublika Južnaja Osetija - Sahara Occidentale (Repubblica Democratica Araba dei Sahrawi) - Arabo: الجمهورية العربية الصحراوية الديمقراطية Al-Jumhūrīyya al-`Arabīyya aṣ-Ṣaḥrāwīyya ad-Dīmuqrātīyya - Somaliland (Repubblica di Somaliland) - Somalo: Soomaaliland – Jamhuuriyadda Soomaaliland - Arabo: ارض الصومال – جمهورية ارض الصومال Ard as-Sūmāl – Jumhūrīyat Ard as-Sūmāl - Transnistria (Repubblica Moldava di Pridnestrovie) - Russo: Приднестровье - Приднестровская Молдавская Республика Pridnestrove – Pridnestrovskaja Moldavskaja Respublika - Ucraino: Придністровя - Придністровська Молдавська Республіка Prydnistrov'ja – Prydnistrovska Moldavska Respublika - Moldavo: Нистря - Република Молдовеняскэ Нистрянэ Nistria – Republica Moldovenească Nistreană |